# Blancanieves
Blancanieves is een Spaanse dramafilm uit 2012 onder regie van Pablo Berger. Het scenario is deels gebaseerd op het sprookje Sneeuwwitje van de gebroeders Grimm.

## Verhaal
In de jaren '20 groeit Carmen op bij haar boze stiefmoeder Encarna op een landgoed in Andalusië. Haar vader was vroeger een beroemde stierenvechter, maar hij raakte in de arena verlamd aan armen en benen. Na de moord op haar man wil Encarna ook haar stiefdochter uit de weg ruimen. Ze wordt echter gered door zeven rondreizende dwergen.

## Rolverdeling
- Daniel Giménez Cacho: Antonio Villalta
- Ramón Barea: Don Martín
- Inma Cuesta: Carmen de Triana
- Ángela Molina: Doña Concha
- Ignacio Mateos: Fotograaf
- Maribel Verdú: Encarna
- Carmen Belloch: Oude verpleegster
- Teresa Soria Ruano: Jonge verpleegster
- Sofía Oria: Carmencita